# Harry Bernstein
Harry Bernstein (Stockport, 30 maggio 1910 – New York City, 3 giugno 2011) è stato uno scrittore britannico naturalizzato statunitense.

## Biografia
Nato nel 1910, figlio di ebrei polacchi, ed emigrato con la famiglia negli Stati Uniti dopo la prima guerra mondiale, ha lavorato a lungo come redattore, scrivendo articoli, come freelance anche per testate quali Popular Mechanics, Jewish American Monthly e Newsweek e selezionando soggetti per il grande schermo. Si sposa il 3 maggio 1935 con Ruby. Dopo la morte nel 2002 della moglie, con cui ha passato sessantasette anni di vita insieme, si è dedicato alla stesura de Il muro invisibile, esordio letterario che ha riscosso un buon successo internazionale, finendo nella sestina finale del Premio Bancarella.
Il muro invisibile è stato terminato nel 2004, quando Bernstein aveva 94 anni ed è stato pubblicato nel 2006.
La storia della sua famiglia, che ha ispirato questo suo primo romanzo, prosegue nei suoi due successivi romanzi, Il sogno infinito e Il giardino dorato. Ha vissuto gli ultimi anni della sua vita tra Brick nel New Jersey e New York, dove è morto per cause naturali il 3 giugno 2011, qualche giorno dopo il suo 101-esimo compleanno.
Il suo ultimo lavoro La sognatrice bugiarda  è uscito postumo nel 2012, in Italia in anteprima mondiale.

## Opere
- Il muro invisibile (The Invisible Wall, 2007), Piemme
- Il sogno infinito (The Dream, 2008), Piemme
- Il giardino dorato (The Golden Willow, 2009), Piemme
- La sognatrice bugiarda (What Happened To Rose?, 2012), Piemme